# 我和我的家乡
《我和我的家乡》（英語：My People, My Homeland）是一部于2020年上映的中国大陆多段式劇情喜剧片，是中国电影界为展现中国全面建成小康社会、打赢脱贫攻坚战成果的献礼片。本片采用与前作《我和我的祖国》相同的制作模式，由张艺谋担任总监制，宁浩担任总导演，张一白担任总策划，宁浩、徐峥、陈思诚、闫非及彭大魔、邓超及俞白眉联合导演。影片通过五个故事单元，讲述了发生在中国东西南北中五大地域的家乡故事。
影片于2020年5月开机，并于2020年10月1日在中国大陆上映。

## 剧情
该片通过讲述中国五大地域的家乡故事，抒发人们的家国情怀，展示脱贫攻坚成果。

## 演员表

### 北京好人
导演：宁浩
取景地：北京
| 演员     | 角色     | 角色介绍 | 备注     |
| -------- | -------- | -------- | -------- |
| 葛优     | 张北京   |          |          |
| 张占义   | 表舅     |          |          |
| 刘敏涛   | 玲子     |          |          |
| 章宇     | 警察     |          | 友情出演 |
| 杨新鸣   | 宁大夫   |          | 友情出演 |
| 郝云     | 歌手     |          | 友情出演 |
| 张子贤   | 急诊大夫 |          | 友情出演 |
| 岳小军   | 病友小军 |          | 友情出演 |
| 吕行     | 警察     |          | 友情出演 |
| 高睿菲儿 |          |          |          |

### 天上掉下个UFO
导演：陈思诚
取景地：贵州
| 演员   | 角色       | 角色介绍 | 备注     |
| ------ | ---------- | -------- | -------- |
| 黄渤   | 黄大宝     |          |          |
| 王宝强 | 老唐       |          |          |
| 刘昊然 | 小秦       |          |          |
| 王砚辉 | 王守正     |          |          |
| 王迅   | 王出奇     |          |          |
| 董子健 | 董科学     |          |          |
| 佟丽娅 | 董文化     |          | 特别出演 |
| 彭昱畅 | 少年黄大宝 |          | 特别出演 |

### 最后一课
导演：徐峥
取景地：浙江
| 演员   | 角色       | 角色介绍 |
| ------ | ---------- | -------- |
| 范伟   | 老范       |          |
| 徐峥   | 小范       |          |
| 卢靖姗 | Emma meier |          |
| 张译   | 姜前方     |          |
| 和伟   | 姜伟岸     |          |
| 陶虹   | 姜小虹     |          |
| 卫莱   | 姜小莱     |          |
| 李晨   | 姜文豪     |          |
| 杨紫   | 姜紫丫     |          |
| 蔡蝶   | 姜小蝶     |          |
| 王俊凯 | 姜小楷     |          |
| 陈数   | 姜校長     |          |
| 雷佳音 | 姜大雷     |          |
| 刘炫锐 | 姜一锐     |          |
| 张建亚 | 姜老头     |          |
| 张芝华 | 姜老太     |          |
| 韩昊霖 | 小姜小峰   |          |
| 李易峰 | 姜小峰     |          |

### 回乡之路
导演：邓超、俞白眉
取景地：陕西
| 演员   | 角色     | 角色介绍 | 备注     |
| ------ | -------- | -------- | -------- |
| 邓超   | 乔树林   |          |          |
| 闫妮   | 闫飞燕   |          |          |
| 王子文 | 杰西卡   |          |          |
| 王源   | 小韩老师 |          |          |
| 苗阜   | 魏鹏     |          |          |
| 吴京   | 陕北老板 |          | 特别出演 |
| 孙俪   | 空姐     |          | 特别出演 |
| 岳云鹏 | 岳龙刚   |          | 特别出演 |
| 贾玲   | 贾俞玲   |          | 特别出演 |
| 代乐乐 | 空姐     |          | 特别出演 |
| 梁超   | 渔夫     |          | 特别出演 |
| 岳红   | 老师     |          | 特别出演 |

### 神笔马亮
导演：闫非、彭大魔
取景地：辽宁
| 演员     | 角色       | 角色介绍 | 备注     |
| -------- | ---------- | -------- | -------- |
| 沈腾     | 马亮       |          |          |
| 马丽     | 秋霞       |          |          |
| 魏翔     | 魏村长     |          |          |
| 张一鸣   | 长毛       |          |          |
| 辣目洋子 | 萌萌       |          |          |
| 韩彦博   | 文化馆馆长 |          | 特别出演 |
| 赵铁人   | 老汉       |          | 特别出演 |
| 赵海燕   |            |          | 特别出演 |
| 潘斌龙   | 五哥       |          | 特别出演 |
| 黄才伦   | 青年甲     |          | 特别出演 |
| 孙贵权   |            |          | 特别出演 |
| 陶亮     |            |          | 特别出演 |
| 许猛     |            |          |          |

## 电影歌曲
| 曲別       | 歌名             | 作曲           | 作詞   | 编曲   | 演唱者                                             |
| ---------- | ---------------- | -------------- | ------ | ------ | -------------------------------------------------- |
| 推广曲     | 《山那边》       | 胡小鸥         | 胡小鸥 | 彭玮瀚 | 黄渤、王宝强、刘昊然、王砚辉、王迅、董子健、佟丽娅 |
| 推广曲     | 《父的三北》     | 张天恩         | 张天恩 | 老道   | 郑钧                                               |
| 推广曲     | 《挺好个人呐》   | Akiyama Sayuri | 李聪   | 彭飞   | 刘宇宁                                             |
| 推广曲     | 《让世界充满爱》 | 郭峰           | 郭峰   | 彭飞   | 常石磊、躬耕书院音乐筑梦班                         |
| 推广曲     | 《我们的歌》     | 黄超           | 格格   | 黄超   | 张一鸣、梁龙、王晰                                 |
| 青春推广曲 | 《我的祖国》     | 刘炽           | 乔羽   | 钱雷   | 韩昊霖、辣目洋子、王俊凯、王源、杨紫、合唱团       |

## 宣传
7月20日，影片于中國大陆电影院复工第一天发布定档海报并宣布定档2020年国庆档上映。8月4日，影片发布“中国喜剧梦之队”集结海报。8月7日，影片发布一组复古风手绘海报，并正式公布首轮十二位演员阵容。8月11日，影片发布由陈思诚执导的《天上掉下个UFO》故事单元预告。8月13日，影片发布由陈思诚执导的《天上掉下个UFO》故事单元角色海报。8月19日，影片发布由宁浩执导的《北京好人》故事单元预告片及角色海报。8月26日，影片发布由邓超及俞白眉执导的《回乡之路》故事单元预告片及单元海报和角色海报，正式官宣演员阵容。9月3日，影片发布由闫非及彭大魔执导的《神笔马亮》故事单元海报和预告片。9月9日，影片发布由徐峥执导的《最后一课》故事单元预告和海报。9月15日，影片发布IMAX版海报。9月17日，影片发布“走心”版预告和“喜极而泣”版海报。9月24日，影片发布“欢乐启程”版预告。9月27日，影片发布“陪你回家”版预告。9月27日15时，影片在北京、贵州黔南、浙江千岛湖、陕西延安和辽宁沈阳举行盛大的首映活动。9月29日，影片在北京举行首映礼。

## 發行
《我和我的家乡》於2020年10月1日在中國国庆檔上映
，包含2D、IMAX、中国巨幕、CINITY和4DX等版本。该片原定在中国大陆于10月31日下映，后发行方在10月23日决定将延长上映至11月30日。之后再延长一个月至12月31日。12月29日，片方官宣于2021年1月1日在西瓜视频上线，限时免费观看。
而在美国及加拿大地区，该片由iTalkbb TV平台取得独家线上放送权。
因李易峰嫖娼事件，該片在一些平台被下架。

## 反響

### 票房
在中国大陆，《我和我的家乡》与《姜子牙》等片同于10月1日上映，10月1日下午16点13分，《我和我的家乡》上映当天首日，实时票房突破2亿元。于10月4日，上映第4日，累计票房突破10亿元，成为2020国庆档首部票房破10亿的电影。于10月10日，据灯塔专业版数据显示，上映第10天，总票房突破20亿大关，成为2020年度最快破20亿的影片，为中国大陆2020年度电影票房亚军，中国影史票房第12位。
| 上一届： 《夺冠》 | 2020年中国内地一周票房冠军 第39-41週 | 下一届： 《金刚川》 |

### 评价
截至10月8日，影片在豆瓣的评分为7.4分，时光网7.8分，猫眼9.3分。
《人民日报》评：《我和我的家乡》真情描绘小康生活美好画卷，热情讴歌脱贫攻坚伟大成就，是思想性、艺术性俱佳的文艺精品，取得了口碑和票房双赢，实现了社会效益和经济效益双丰收，成为又一部现象级电影作品。影片的成功为主旋律创作带来诸多启示：一是爱国主义永远是电影创作的主旋律，二是人民是电影创作永恒的原动力，三是在以小见大中不断创新艺术表达，影片才能赢得观众的共鸣与共情。

## 奖项
| 年份 | 奖项                 | 分类         | 提名者           | 是否得奖 | 备注   |
| ---- | -------------------- | ------------ | ---------------- | -------- | ------ |
| 2021 | 第34届中国电影金鸡奖 | 评委会特别奖 | 《我和我的家乡》 | 獲獎     | [ 39 ] |